# Erichem
Erichem (uitspraak: ɪːrixɛm (Eerigèm), Errekom in lokaal dialect) is een dorp in het oude Graafschap Buren in de Nederlandse provincie Gelderland. Het dorp hoorde vanouds met het dorp Asch bij de stad Buren en valt sinds 1811 onder de gelijknamige gemeente. Het telt 530 inwoners (2023).
Sinds de jaren 50 staat in Erichem een openbare basisschool, genaamd de Kastanjepoort. Vanaf het schoolseizoen 2017-2018 is deze gefuseerd met OBS De Daverhof van Kerk-Avezaath, waarbij de functie van het schoolgebouw in Erichem is komen te vervallen.

## Herkomst naam
Taalkundig is de naam Erichem afgeleid van Eri en chem. Het woorddeel 'Eri' is een verbastering van 'Aro' of 'Are', wat een persoonsnaam is. Deze naam kan afgeleid zijn van die van de heilige Aregius. De betekenis van diens naam is onbekend. Het tweede deel 'chem' is afgeleid van 'hem', dat in het oud-Nederlands woonplaats betekent. Vrij vertaald zou Erichem dan betekenen: 'woonplaats van (heer, of de familie van-) Aro'.
Een heel andere, maar niet minder logische, taalkundige afleiding gaat als volgt: Erichem bestaat uit de woorddelen Eric en hem. Het achtervoegsel -hem betekent inderdaad woonplaats (zoals bijvoorbeeld in Arnhem), zodat men Erichem kan lezen als ‘Woonplaats van Eric’. Deze afleiding heeft echter consequenties voor de uitspraak. Erichem dient dan te worden uitgesproken als Erik-hem (analoog aan Gorinchem). De lokale uitspraak van de dorpsnaam maakt deze verklaring niet onwaarschijnlijk.

## Geschiedenis
In de Romeinse tijd was er op de hoek van de Woudsestraat en de Lodderhoekweg een nederzetting.
In 850 kreeg de Utrechtse kerk goederen geschonken die waarschijnlijk in Erichem lagen. De plaats wordt genoemd in een 12e-eeuwse lijst.
Het klooster Oostbroek bezat enkele hoven te Erichem en Buren. In 1262 ruilde Hubert van Buren grond met de abt van het klooster. Uiteindelijk werd Frederik van Egmond in 1502 volledig eigenaar van de kloostergoederen.
Erichem is ontstaan op een stroomrug die evenwijdig loopt aan een voormalige stroomgeul. Aan weerszijden van de stroomrug lagen agrarische gebieden: aan de noordzijde de akkerlanden Hoge Korn en De Opstal, aan de zuidzijde de lagergelegen weilandgebieden Meent en Lutterveld. Deze laatste werden als gemeenschappelijke grond door de inwoners van Erichem gebruikt.
De oudste vermelding van een kerk dateert uit 1101. De huidige Sint-Joriskerk is op zijn vroegst in de tweede helft van de 13e eeuw gebouwd.

## Zie ook

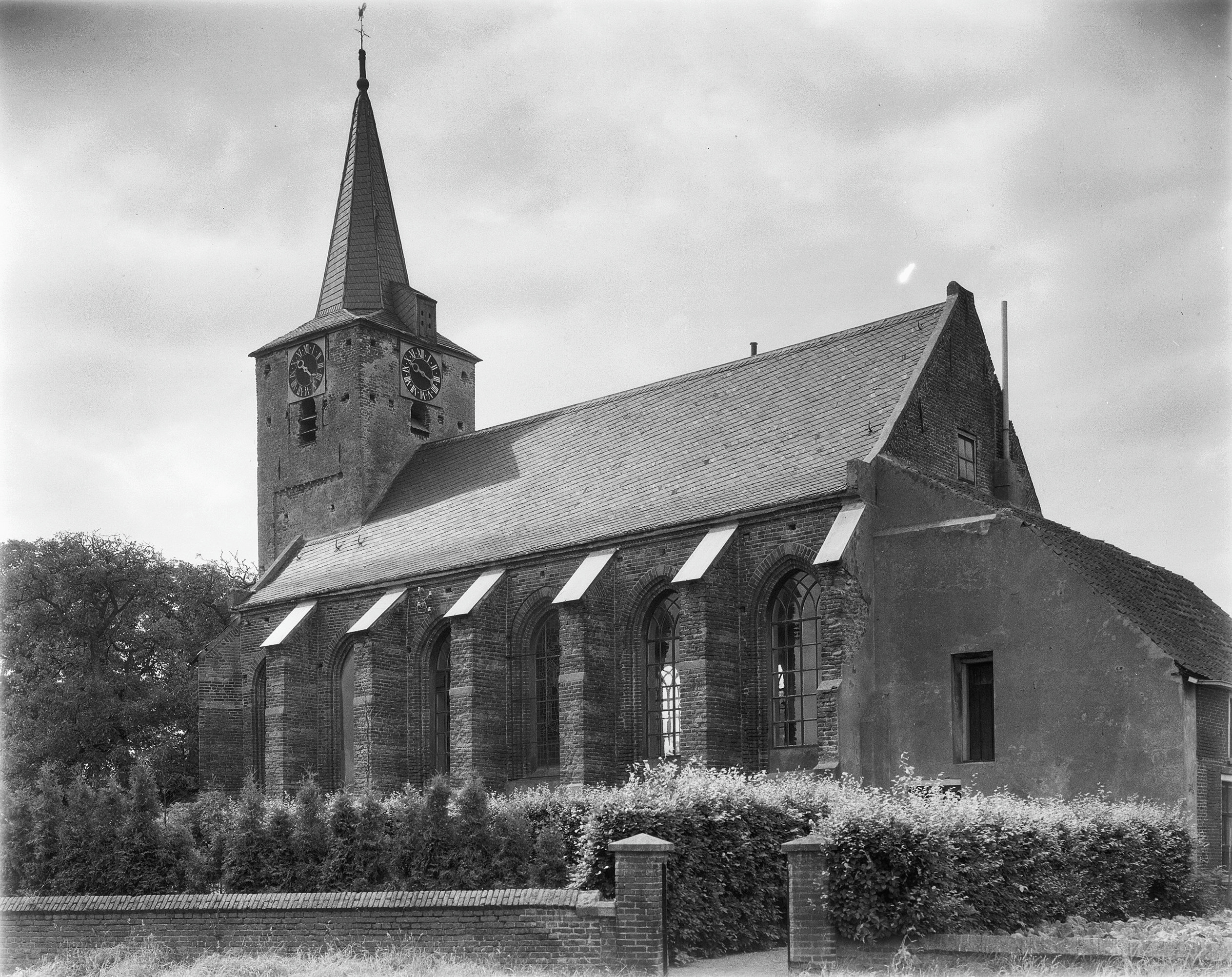
Sint-Joriskerk van Erichem